# علوية جميل
علوية جميل (15 ديسمبر 1910 - 16 أغسطس 1994)، ممثلة مصرية.

## عن حياتها

علوية جميل

ولدت في «طماي الزهايرة» وتعود أصولها إلى لبنان، انضمت إلى فرقة «رمسيس» مع يوسف وهبي في عام 1925 وكان عمرها خمسة عشر، واستمرت بعد ذلك بتقديم أعمال على خشبة المسرح وشاركت بالعديد من الأعمال المسرحية، تزوجت بعام 1923 من شخص أنجبت منه 3 أبناء هما «إيزيس» و«جمال» و«مرسي»، ثم بعام 1939، بعد انضمام الفنان محمود المليجي للفرقة المسرحية نشأت بينهما قصة حب واعتذر المليجي عن دوره في فيلم العزيمة حتي يسافر مع الفرقة ليكون بجوارها وتزوجوا ولم ينجبوا أبناء واستمر زواجهم حتى وفاته في عام 1983.

### حياتها الفنية
شاركت في أول عمل سينمائي وهو فيلم زينب بعام 1930 وبفيلم يوم سعيد بعام 1940 ثم شاركت في العديد من الأفلام التي منحتها الشهرة حتى التقت برائدة المسرح في مصر، واعتزلت السينما بعام 1964، وتفرغت بعدها لزوجها حتى وفاته عام 1983.

### وفاتها
توفيت في 16 أغسطس 1994 في منزلها، دون حضور أي شخصية فنية لمراسيم عزاءها.

## أعمالها

### الأفلام
| سنة الإنتاج | اسم الفيلم        | بمشاركة                                                          |
| ----------- | ----------------- | ---------------------------------------------------------------- |
| 1930        | زينب              | بهيجة حافظ، زكي رستم                                             |
| 1940        | يوم سعيد          | محمد عبد الوهاب، سميحة سميح                                      |
| 1941        | انتصار الشباب     | فريد الأطرش، أسمهان، أنور وجدي                                   |
| 1942        | أولاد الفقراء     | يوسف وهبي، أمينة رزق، محمود المليجي، روحية خالد                  |
| 1944        | وحيدة             | بدر لاما، بدرية رأفت، عبد العزيز محمود، بشارة واكيم              |
| 1944        | سيف الجلاد        | يوسف وهبي، عقيلة راتب، محمد فوزي، هاجر حمدي                      |
| 1944        | برلنتي            | نور الهدى، يوسف وهبي، أمينة رزق                                  |
| 1944        | ابن الحداد        | يوسف وهبي، مديحة يسري، محمود المليجي                             |
| 1945        | كازينو اللطافة    | بشارة واكيم، ثريا حلمي، محمد عبد المطلب                          |
| 1945        | قتلت ولدي         | محمود شكوكو، أنور وجدي، زوزو ماضي                                |
| 1945        | المظاهر           | رجاء عبده، يحيى شاهين، إسماعيل ياسين                             |
| 1945        | الحياة كفاح       | أنور وجدي، زكي رستم، سليمان نجيب                                 |
| 1945        | الحب الأول        | رجاء عبده، جلال حرب                                              |
| 1945        | الجيل الجديد      | حسين صدقي، سميرة خلوصي                                           |
| 1945        | أحلام الحب        | محمد أمين، مديحة يسري، إسماعيل ياسين، هاجر حمدي                  |
| 1946        | يد الله           | يوسف وهبي، أمينة رزق، سراج منير، محمود المليجي                   |
| 1946        | ليلى بنت الأغنياء | ليلى مراد، أنور وجدي                                             |
| 1946        | عواصف             | فاطمة رشدي، يحيى شاهين، زكي رستم، زوزو نبيل                      |
| 1946        | عادت إلى قواعدها  | يحيى شاهين، محمود المليجي                                        |
| 1946        | الملاك الأبيض     | فاتن حمامة، سراج منير، محمود المليجي، ميمي شكيب                  |
| 1946        | الخير والشر       | محمد سلمان، نورهان                                               |
| 1947        | غدر وعذاب         | حسين صدقي، نور الهدى، هاجر حمدي                                  |
| 1947        | زهرة السوق        | بهيجة حافظ                                                       |
| 1947        | العقل في إجازة    | بشارة واكيم، محمد فوزي، شادية، ليلى فوزي                         |
| 1947        | البدوية الحسناء   | فاخر فاخر، بدر لاما                                              |
| 1947        | الأب              | زكي رستم، دولت أبيض، شريفة فاضل                                  |
| 1947        | أسير الظلام       | زوزو شكيب، سراج منير، محمود المليجي                              |
| 1948        | المغامر           | سامية جمال، فريد شوقي، محمود المليجي                             |
| 1951        | الشرف غالي        | نور الهدى، سراج منير، جمال فارس، محمود شكوكو                     |
| 1952        | ناهد              | يوسف وهبي، راقية إبراهيم، عمر الحريري، محمود المليجي             |
| 1952        | قدم الخير         | شادية، محمد سلمان، إسماعيل ياسين، علي الكسار                     |
| 1952        | الأم القاتلة      | تحية كاريوكا، شادية، شكري سرحان، حسين رياض، علي الكسار           |
| 1953        | نساء بلا رجال     | ماري كويني، هدى سلطان، عماد حمدي، كمال الشناوي، زوزو حمدي الحكيم |
| 1954        | دلوني يا ناس      | درية أحمد، عبد السلام النابلسي، محمود المليجي، شكري سرحان        |
| 1954        | الناس مقامات      | درية أحمد، شكري سرحان، حسن فايق                                  |
| 1955        | نحن بشر           | هدى سلطان، درية أحمد، محمود المليجي                              |
| 1955        | الله معنا         | فاتن حمامة، عماد حمدي، ماجدة                                     |
| 1955        | الغائبة           | كمال الشناوي، مريم فخر الدين، محمود المليجي                      |
| 1955        | الحبيب المجهول    | ليلى مراد، حسين صدقي، كمال الشناوي، سراج منير                    |
| 1956        | معجزة السماء      | محمد فوزي، مديحة يسري                                            |
| 1957        | نهاية حب          | صباح، شكري سرحان                                                 |
| 1957        | ليلة رهيبة        | شريفة فاضل، شكري سرحان، عمر الحريري                              |
| 1957        | طريق الأمل        | شكري سرحان، فاتن حمامة، أحمد مظهر                                |
| 1957        | سجين أبو زعبل     | محسن سرحان، محمود المليجي، زهرة العلا، استيفان روستي             |
| 1957        | المتهم            | محمد عبد المطلب                                                  |
| 1958        | مع الأيام         | ماجدة، عماد حمدي                                                 |
| 1958        | عواطف             | روحية خالد، مديحة يسري، كمال حسين                                |
| 1958        | شباب اليوم        | مريم فخر الدين، كريمان، عمر الحريري                              |
| 1959        | المبروك           | عمر الحريري، سميحة أيوب                                          |
| 1959        | أبو أحمد          | فريد شوقي، مريم فخر الدين                                        |
| 1960        | بين إيديك         | ماجدة، شكري سرحان                                                |
| 1961        | مافيش تفاهم       | سعاد حسني، حسن يوسف، زينات صدقي                                  |
| 1961        | التلميذة          | شادية، حسن يوسف، إبراهيم عمارة                                   |
| 1962        | القصر الملعون     | صلاح ذو الفقار، مريم فخر الدين، عبد المنعم إبراهيم               |
| 1963        | سجين الليل        | شكري سرحان، سميحة أيوب                                           |
| 1966        | زوجة من باريس     | صلاح ذو الفقار، رشدي أباظة، فؤاد المهندس، نبيلة عبيد             |

### المسلسلات
| سنة الإنتاج | اسم المسلسل | بمشاركة                              |
| ----------- | ----------- | ------------------------------------ |
| 1964        | القط الأسود | عمر الحريري، مديحة سالم، توفيق الدقن |

### المسرحيات
- 1939: يد الله
- 1939: ناكر ونكير
- 1939: ألف ضحكة وضحكة
- 1939: العدو الحبيب
- 1939: الشبح
- 1939: ابن الفلاح
- 1954: أولاد الفقراء
- 1960: الأخرس
- 1960: راسبوتين

### المسلسلات الإذاعية
- الضباب
- بنات حارتنا
- ليلة رهيبة
- 1986: الشيطان والخريف

## روابط خارجية
- علوية جميل على موقع IMDb (الإنجليزية)
- علوية جميل على موقع الدهليز
- علوية جميل على موقع قاعدة بيانات الأفلام العربية
- علوية جميل على موقع كينوبويسك (الروسية)